# Техника непрерывного дыхания
Те́хника непреры́вного дыха́ния (циркуля́рное дыхание, цикли́ческое дыхание) — специфический способ вдоха/выдоха при игре на духовых инструментах. Исторически техника использовалась при игре на дудуке и диджериду, сейчас применяется и для других духовых инструментов — например, саксофона.

## Основной принцип
Осуществление вдоха носом при одновременном быстром выталкивании воздуха из ротовой полости движением щек или языка. Это позволяет обеспечить постоянный поток воздуха, приводящий к постоянному звуку духового инструмента. Обучение технике непрерывного дыхания — один из важнейших элементов игры на диджериду.

## Пример использования
Trombone Shorty & Orleans Avenue на Salmon Arm's Roots & Blues Festival. Трой Эндрюс демонстрирует технику непрерывного дыхания (c 2:09).